# Walther Küchler
Walther Küchler (* 19. Juli 1877 in Essen; † 2. August 1953 in Benediktbeuern) war ein deutscher Romanist und Literaturwissenschaftler.

Aufnahme von Georg Fayer (1927)

## Leben und Werk
Küchler promovierte 1900 in Leipzig bei Adolf Birch-Hirschfeld über Marie-Joseph Chéniers dramatische und lyrische Dichtung. Er war dann Deutschlektor an der Universität Nancy und 1904 bis 1905 an der Cornell University. 1906 habilitierte er sich in Gießen bei Dietrich Behrens über Die Cent Nouvelles Nouvelles. Ein Beitrag zur Geschichte der französischen Novelle (Chemnitz 1906 und in: Zeitschrift für französische Sprache und Literatur 1906/07) und wurde 1911 als Nachfolger von Karl Vossler Professor für romanische Philologie in Würzburg, 1922 als Nachfolger von Karl von Ettmayer in Wien und 1927 als Nachfolger von Bernhard Schädel in Hamburg. Die Nationalsozialisten versetzten ihn 1933 vorzeitig in den Ruhestand. 1946 in Hamburg rehabilitiert und emeritiert, lehrte er noch bis 1950 als Honorarprofessor in München. Küchler war seit 1927 korrespondierendes Mitglied der Wiener Akademie der Wissenschaften. Er war Mitherausgeber der Zeitschriften Volkstum und Kultur der Romanen (1928–1933) und Die Neueren Sprachen (1915–1922). Er publizierte zahlreiche Übersetzungen aus dem Französischen und dem Englischen.
1946 brachte der Verlag Lambert Schneider seine zweisprachige Ausgabe der Dichtungen Arthur Rimbauds heraus.

## Weitere Werke
- Die französische Romantik, Heidelberg 1908
- Romain Rolland, Henri Barbusse, Fritz von Unruh,  Würzburg 1919
- Ernest Renan. Der Dichter und der Künstler, Gotha 1921
- Molière, Leipzig 1929
- Arthur Rimbaud / Bildnis eines Dichters. Verlag Lambert Schneider Heidelberg 1948; erweiterte Neuausgabe: Berlin 2022, ISBN 978-3-945980-59-0 pdf